# Croquette, une histoire de cirque
Pour les articles homonymes, voir Croquette (homonymie).
Pour plus de détails, voir Fiche technique et Distribution.
Croquette, une histoire de cirque (Croquette) est un film muet français réalisé par Louis Mercanton et sorti en 1927.

## Synopsis
Croquette est une jeune artiste qui exécute un numéro de clown acrobatique dans un cirque. Un riche héritier en tombe amoureux.

## Fiche technique
Source IMDb
- Réalisation : Louis Mercanton
- Scénario : Louis Mercanton, Robert Péguy d'après un roman d'Eric Maschwitz[2]
- Production : 	Films de France, Société des cinéromans
- Distributeur : Pathé Consortium Cinéma
- Photographie : Raoul Aubourdier, Vladimir Toporkoff
- Durée: 76 minutes[3] ou 99 minutes[4].
- Métrage : 2303 mètres (8 bobines) (France)
- Format : noir et blanc - 35 mm - 1,33:1 - muet - procédé cinématographique : sphérique
- Date de sortie : 
  - France : 1927

## Distribution
- Betty Balfour  : Croquette
- Walter Byron : Bob
- Nicolas Koline : Morton
- Rachel Devirys  : Lola Morelli
- Louis Baron fils  : L'Indendant Blomart
- Ernest Chambery : Monsieur Pluche, le pharmacien
- Futelais : Clown
- Madeleine Guitty  : Madame Tromboli
- Bonaventura Ibáñez  : Le Duc de Valdomme
- Jean Mercanton  : Dickie
- Bob O'Connor : Clown
- Albert Rancy : Jose